# Earl of Anglesey

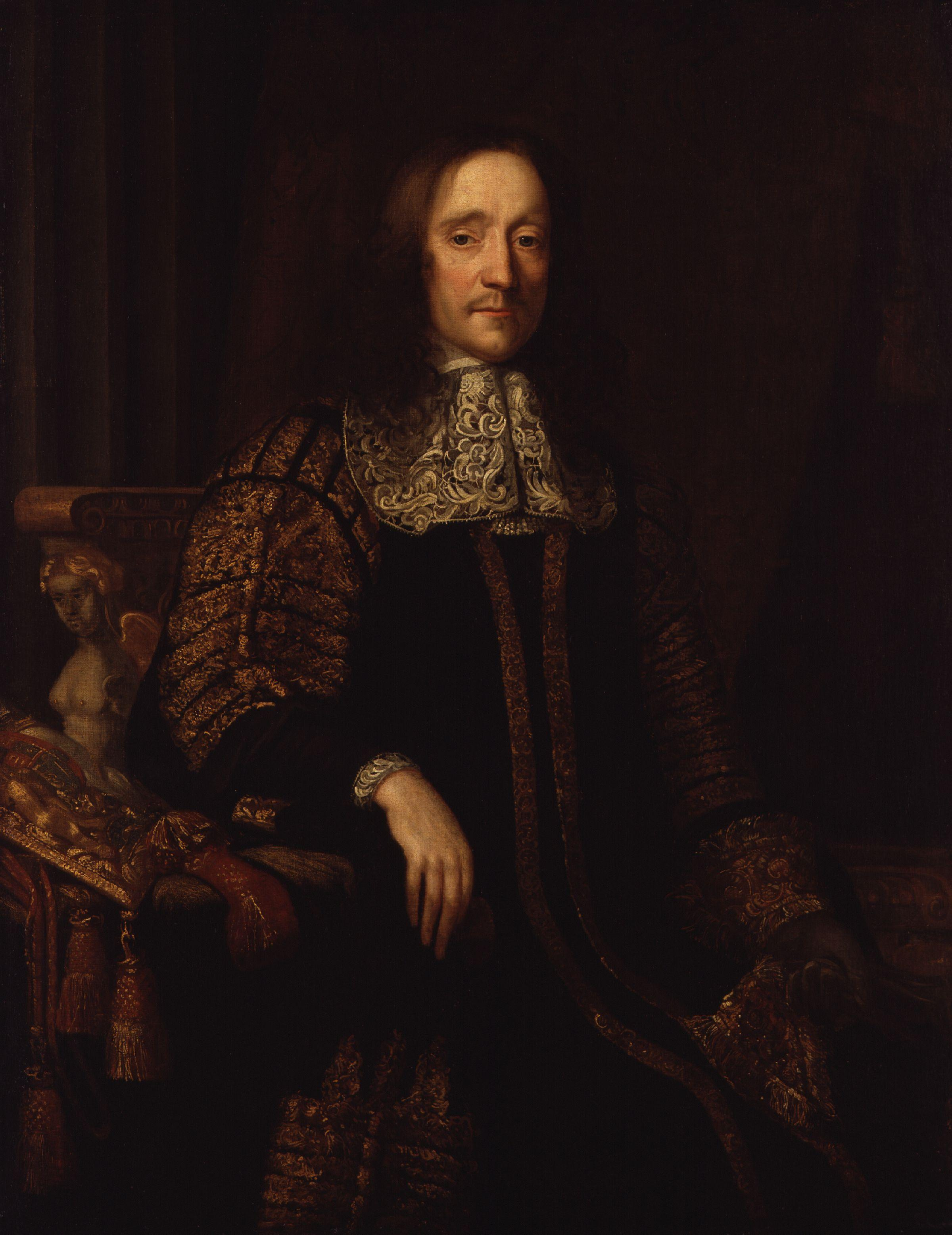
Arthur Annesley, 1. Earl of Anglesey, 1676

Earl of Anglesey, in Wales, war ein erblicher britischer Adelstitel, der zweimal in der Peerage of England verliehen wurde.

## Verleihung und nachgeordnete Titel
Erstmals wurde der Titel am 18. April 1623 an Christopher Villiers, verliehen. Er war der ältere Bruder von George Villiers, 1. Duke of Buckingham und jüngerer Bruder des John Villiers, 1. Viscount Purbeck. Zusammen mit der Earlswürde wurde ihm der nachgeordnete Titel Baron Villiers verliehen. Beide Titel erloschen beim Tod seines Sohnes, des 2. Earl, am 4. Februar 1661.
In zweiter Verleihung wurde der Titel am 20. April 1661 für Arthur Annesley, 2. Viscount Valentia, neu geschaffen. Zusammen mit der Earlswürde wurde ihm der nachgeordnete Titel Baron Annesley, of Newport Pagnel in the County of Buckingham, verliehen. 1660 hatte er zudem von seinem Vater den Titel Viscount Valentia geerbt, der 1622 in the Peerage of Ireland für diesen geschaffen worden war. Earldom und Baronie erloschen am 14. Februar 1761 beim Tod des 6. Earls, die Viscountcy Valentia fiel an seinen Verwandten Arthur Annesley als 8. Viscount.

## Liste der Earls of Anglesey

### Earls of Anglesey, erste Verleihung (1623)
- Christopher Villiers, 1. Earl of Anglesey († 1630)
- Charles Villiers, 2. Earl of Anglesey († 1661)

### Earls of Anglesey, zweite Verleihung (1661)
- Arthur Annesley, 1. Earl of Anglesey (1614–1686)
- James Annesley, 2. Earl of Anglesey (1645–1690)
- James Annesley, 3. Earl of Anglesey (1670–1702)
- John Annesley, 4. Earl of Anglesey († 1710)
- Arthur Annesley, 5. Earl of Anglesey (1678–1737)
- Richard Annesley, 6. Earl of Anglesey (1690–1761)